# Belladonna 9ch
Belladonna 9ch est un groupe lesbien de rock indépendant français, originaire de Marseille, dans les Bouches-du-Rhône. Il est formé, à la fin des années 1980, par deux chanteuses, Cayenne et Bizerte.

## Biographie
Le groupe est formé à la fin des années 1980, et s'inspire de la plante homonyme, Belladonna 9ch. « [La plante] soigne le mal par le mal : elle guérit la fièvre, les vertiges, les hallucinations, la danse de st guy… » Après des tournées dans des festivals et de petites salles en Europe (Espagne, Italie, Allemagne, Autriche, Albanie) et au Japon, elles sortent leur premier disque auto-produit en 1993, Marée haute. 
En 1996, Belladonna 9ch publie son deuxième album, Marseilles. le groupe se produit à La Cigale et au Festival international de films de femmes de Créteil, puis partent en tournée en Espagne et en Irlande. En 1997, elles composent la musique d'une émission pour Arte, Le Monde selon Gay[réf. nécessaire]. Elles participent au festival Cineffable à Paris et se produisent à L'Aéronef à Lille.
En 2001, elles publient leur troisième album, Morsures. En 2005, elles publient leur quatrième album, Vamos Pomelos, constitué de chansons electro house . En 2007 sort l'album remix, Volver Pomelos. L'année 2009 marque la sortie du DVD collector Ça claque dedans, ça saigne dehors, qui compile 20 ans de tournée et clips vidéos.
En 2013, elles produisent leur sixième album, Le Bal des Loups-Garous, sorti en mars,,. Le groupe joue à Marseille les 11 et 12 mars 2017.

## Influences et concerts
Leurs influences sont Les Rita Mitsouko, Björk, Patti Smith, Nina Hagen, Bowie, Bratsch, et Les Négresses Vertes[réf. nécessaire].
Elles représentent Marseille à Berlin (1999, la Nuit des Musées), au Japon (1994, Twin Sister City Event, Kobé) et en Albanie (1994, émission nationale sur TV Shqiperia). Elles ont joué avec La Souris Déglinguée, Quartiers Nord, Raoul Petite, Watcha Clan, Idir et l'Orchestre National de Barbès. Elles ont également joué au Gibus, au New Moon, à La Flèche d'Or (Paris), au Confort Moderne (Poitiers), à La Salamandre (Strasbourg), au Terminal Export (Nancy) et à L'Aéronef (Lille). Aux présélections du Printemps de Bourges, aux Transmusicales de Rennes Bars en Trans, au Festival Off d'Avignon, aux Jeudis du Port (Brest), à la Fiesta des Suds (Marseille), les États du Rock  (Montpellier), Chalon dans la rue, le festival Wie es ihr Gefällt (Berlin), le Printemps des Comédiens (Montpellier)[réf. nécessaire]...

## Discographie
- 1993 : Marée haute
- 1997 : Marseilles
- 2001 : Morsures
- 2005 : Vamos Pomelos
- 2007 : Volver Pomelos
- 2013 : Le Bal des Loups-Garous
- 2018 : Voler les étoiles